# Mary Elizabeth Coleridge

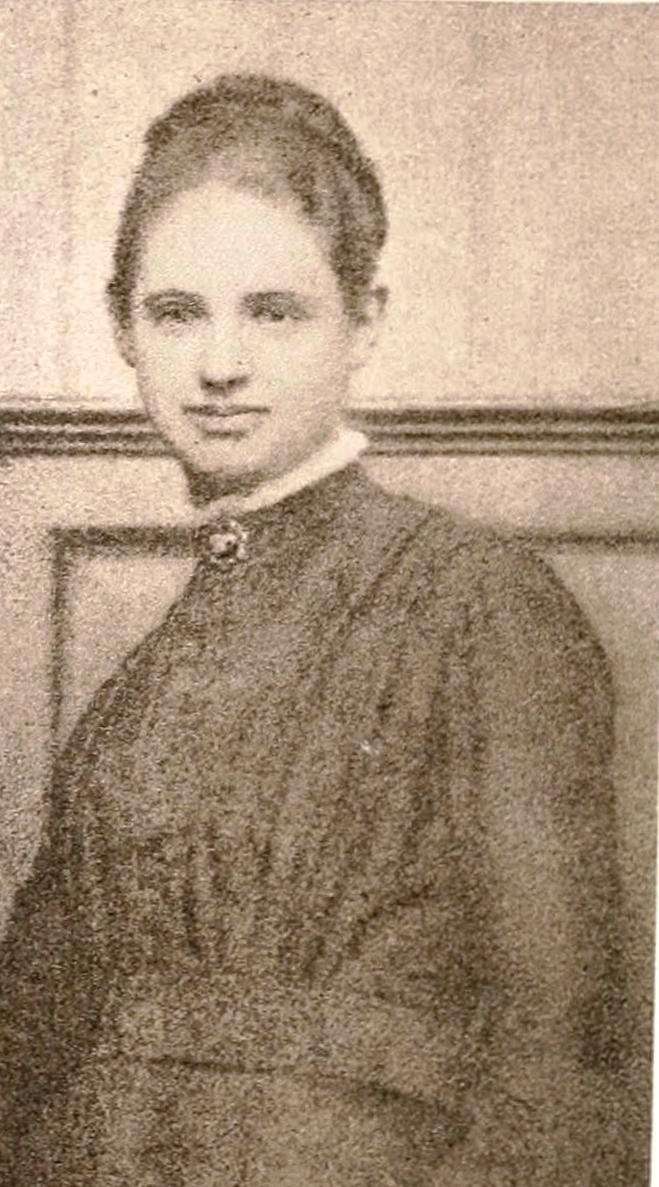
Mary Elizabeth Coleridge (1883)

Mary Elizabeth Coleridge (* 1861 in London; † 1907) war eine englische Dichterin.

## Leben
Mary Elizabeth Coleridge, die Urgroßnichte von Samuel Taylor Coleridge, wurde 1861 in London geboren. Zeit ihres Lebens blieb sie im Haus ihrer kunstverständigen Eltern, die u. a. Alfred Lord Tennyson, Robert Browning und John Ruskin zu ihren Gästen zählten. Mary wurde von dem Gelehrten und Dichter William Johnson Cory unterrichtet, teilweise zusammen mit anderen jungen Mädchen. Abgesehen von einigen Reisen mit ihren Eltern nach Deutschland und späteren Fahrten nach Italien führte Mary ein eher zurückgezogenes und bescheidenes Leben. Aus den regelmäßigen Besuchen von den ihr sinnverwandten Freundinnen entstand ein gebildeter Kreis, in dem die jungen Frauen ihrer Begeisterung für Literatur freien Lauf lassen konnten. In den neunziger Jahren begann Mary, Mädchen aus Arbeiterfamilien in englischer Literatur zu unterrichten. Später, 1895, wurde sie Lehrerin am Working Women’s College.
Es war der Dichter Robert Bridges, der eines Tages auf ein Gedichtmanuskript von Mary stieß und ihr daraufhin seine Hilfe bei der Veröffentlichung anbot. 1896 erschien ihr erstes Gedichtbändchen, Fancy's Following, unter dem Pseudonym „Anodos“, ein zweites, Fancy's Guerdoni, folgte 1897. Die meisten ihrer Gedichte sind jedoch erst nach ihrem Tod herausgegeben worden, denn Mary hatte ihre Verse wohl lediglich privaten Kreisen zugedacht. Zu ihren Lebzeiten war Mary Coleridges literarische Tätigkeit eher durch ihre fünf Romane, einige Kurzgeschichten und Essays gekennzeichnet. 1907, während einer der jährlichen Fahrten nach Harrogate, hatte Mary eine akute Blinddarmentzündung; sie starb im Alter von 46 Jahren an den Folgen der Operation.
Man kann Mary Coleridge vermutlich nicht der frühen, aktiven Frauenbewegung zurechnen, ihre Gedichte lassen aber eine weiblich bestimmte Gegenwelt mit homoerotischen Anspielungen entstehen, in der geheimes Wissen und (weibliche) sexuelle Macht existieren.

## Werke
- Poems (London, 1908).
- Collected Poems Ed. Theresa Whistler, (London, 1954).